# Osiedle galeriowców na Komandorii

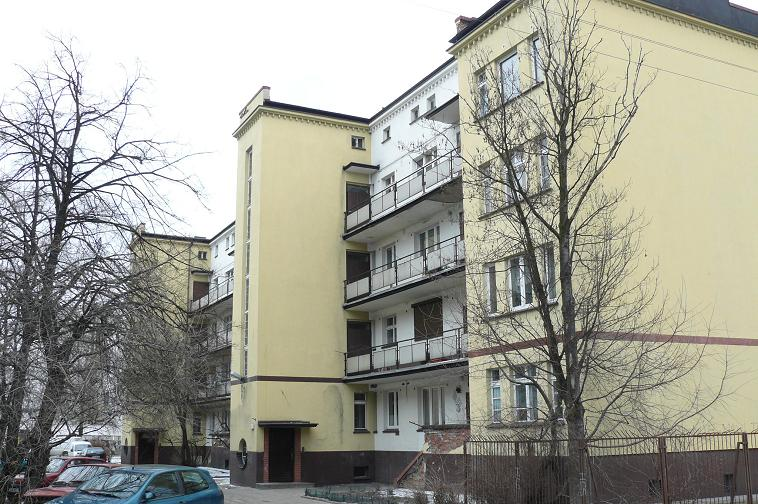
Jeden z galeriowców (drugi od wschodu)

Osiedle galeriowców na Komandorii – modernistyczne osiedle bloków galeriowych dla robotników w Poznaniu, zlokalizowane na Komandorii (ul. Małachowskiego).

## Historia i architektura
Podobnie jak w przypadku podobnego osiedla galeriowców na Zawadach, genezą powstania zespołu była paląca potrzeba zaspokojenia głodu mieszkaniowego w gwałtownie rozwijającym się w drugiej połowie lat 30. XX w. Poznaniu. 
Autorem projektu był prawdopodobnie Jerzy Tuszowski, ale domniemanie to opiera się na podobieństwie formalnym galeriowców na Komandorii z tymi na Zawadach, projektowanymi przez Tuszowskiego. Inwestorem był Wacław Tomaszewski – właściciel Zakładów Przemysłowych Centra, co sprawiło, że osiedle nie było tak skromne formalnie, jak to na Zawadach, budowane przez miasto. 
Zgodnie z zasadami Bauhausu i Towarzystwa Osiedli Robotniczych, powstały trzy czterokondygnacyjne bloki z klatkami schodowymi w osobnych pionach, po II wojnie uzupełnione dwoma kolejnymi (już w stylu socrealistycznym, z klatkami wewnętrznymi). Mieszkania były dwupokojowe z kuchnią i toaletą. 

## Czasy obecne
Założenie zachowało się w dobrym stanie, mimo powojennej przebudowy jednego z bloków. W 2017 zakończono remont – wszystkie bloki zostały odnowione.

## Komunikacja
Dojazd zapewniają tramwaje i autobusy MPK Poznań – linie  7, 173, 178, 183, 185, 312, 320, 321, 323, 341 i 342 – do przystanku/pętli Zawady.  Bloki znajdują się w jej bliskim sąsiedztwie – na wschód.